# Fußball-Oberliga Baden-Württemberg 2017/18
Die Saison 2017/18 der Oberliga Baden-Württemberg war die 40. Spielzeit der Fußball-Oberliga Baden-Württemberg und die zehnte als fünfthöchste Spielklasse in Deutschland. Der erste Spieltag begann am 11. August 2017.

## Teilnehmer
Für die Spielzeit 2017/18 hatten sich folgende Vereine sportlich qualifiziert:
- der Absteiger aus der Regionalliga Südwest 2016/17:
  - FC Nöttingen
- die verbleibenden Mannschaften aus der Oberliga Baden-Württemberg 2016/17:
  - FSV 08 Bissingen
  - Neckarsulmer Sport-Union
  - TSG Balingen
  - Bahlinger SC
  - FV Ravensburg
  - 1. Göppinger SV
  - 1. CfR Pforzheim
  - SSV Reutlingen 05
  - SV Spielberg
  - SV Sandhausen II
  - Karlsruher SC II
  - SV Oberachern
  - FC-Astoria Walldorf II
- der Aufsteiger aus der Verbandsliga Baden 2016/17:
  - TSG Weinheim
- der Aufsteiger aus der Verbandsliga Südbaden 2016/17:
  - FC 08 Villingen
- der Aufsteiger aus der Verbandsliga Württemberg 2016/17:
  - SGV Freiberg
- der Gewinner der Aufstiegsspiele der Vizemeister der Verbandsligen Baden, Südbaden und Württemberg:
  - TSG Backnang 1919

## Abschlusstabelle
| Pl. | Verein                   | Sp. | S  | U  | N  | Tore    | Diff. | Punkte |
| --- | ------------------------ | --- | -- | -- | -- | ------- | ----- | ------ |
| 1.  | TSG Balingen             | 34  | 23 | 9  | 2  | 079:310 | +48   | 78     |
| 2.  | FC 08 Villingen (N)      | 34  | 21 | 8  | 5  | 073:310 | +42   | 71     |
| 3.  | SGV Freiberg (N)         | 34  | 20 | 3  | 11 | 072:500 | +22   | 63     |
| 4.  | FSV 08 Bissingen         | 34  | 17 | 11 | 6  | 074:440 | +30   | 62     |
| 5.  | FC Nöttingen (A)         | 34  | 18 | 4  | 12 | 061:510 | +10   | 58     |
| 6.  | FV Ravensburg            | 34  | 16 | 8  | 10 | 065:490 | +16   | 56     |
| 7.  | SSV Reutlingen 05        | 34  | 15 | 10 | 9  | 060:480 | +12   | 55     |
| 8.  | 1. Göppinger SV          | 34  | 14 | 9  | 11 | 071:570 | +14   | 51     |
| 9.  | Bahlinger SC             | 34  | 15 | 6  | 13 | 062:620 | ±0    | 51     |
| 10. | Neckarsulmer Sport-Union | 34  | 12 | 9  | 13 | 051:390 | +12   | 45     |
| 11. | SV Oberachern            | 34  | 11 | 11 | 12 | 053:550 | −2    | 44     |
| 12. | TSG Backnang 1919 (N)    | 34  | 13 | 4  | 17 | 053:650 | −12   | 43     |
| 13. | 1. CfR Pforzheim         | 34  | 11 | 7  | 16 | 038:540 | −16   | 40     |
| 14. | SV Spielberg             | 34  | 10 | 4  | 20 | 043:700 | −27   | 34     |
| 15. | Karlsruher SC II 1       | 34  | 8  | 9  | 17 | 043:630 | −20   | 33     |
| 16. | SV Sandhausen II U23     | 34  | 8  | 7  | 19 | 045:700 | −25   | 31     |
| 17. | FC-Astoria Walldorf II   | 34  | 7  | 5  | 22 | 034:710 | −37   | 26     |
| 18. | TSG Weinheim (N)         | 34  | 3  | 4  | 27 | 024:910 | −67   | 13     |

| (A) | Absteiger aus der Regionalliga Südwest 2016/17 |
| (N) | Aufsteiger aus den Verbandsligen 2016/17       |

## Kreuztabelle
Die Kreuztabelle stellt die Ergebnisse aller Spiele dieser Saison dar. Die Heimmannschaft ist in der linken Spalte, die Gastmannschaft in der oberen Zeile aufgelistet.
| 2017/18                  | FC Nöttingen | FSV 08 Bissingen | Neckarsulmer Sport-Union | TSG Balingen | Bahlinger SC | FV Ravensburg | 1. Göppinger SV | 1. CfR Pforzheim | SSV Reutlingen 05 | SV Spielberg | SV Sandhausen II | Karlsruher SC II | SV Oberachern | FC-Astoria Walldorf II | TSG Weinheim | FC 08 Villingen | SGV Freiberg | TSG Backnang 1919 |
| ------------------------ | ------------ | ---------------- | ------------------------ | ------------ | ------------ | ------------- | --------------- | ---------------- | ----------------- | ------------ | ---------------- | ---------------- | ------------- | ---------------------- | ------------ | --------------- | ------------ | ----------------- |
| FC Nöttingen             |              | 4:2              | 3:2                      | 4:1          | 1:2          | 0:2           | 2:1             | 1:0              | 3:4               | 4:1          | 1:3              | 4:1              | 0:0           | 3:0                    | 2:0          | 0:1             | 0:0          | 4:1               |
| FSV 08 Bissingen         | 2:0          |                  | 1:1                      | 0:2          | 1:1          | 2:2           | 5:1             | 1:0              | 0:0               | 5:2          | 5:1              | 4:3              | 3:5           | 2:0                    | 2:0          | 1:1             | 6:1          | 2:1               |
| Neckarsulmer Sport-Union | 0:1          | 0:0              |                          | 1:2          | 0:1          | 4:1           | 2:0             | 0:1              | 0:1               | 2:2          | 0:1              | 3:0              | 2:0           | 3:0                    | 4:1          | 0:1             | 3:1          | 5:1               |
| TSG Balingen             | 3:1          | 4:0              | 2:0                      |              | 4:0          | 2:1           | 3:0             | 1:1              | 2:0               | 2:1          | 1:1              | 5:2              | 1:1           | 4:0                    | 3:1          | 2:2             | 1:0          | 1:1               |
| Bahlinger SC             | 0:0          | 0:3              | 2:2                      | 2:2          |              | 3:1           | 5:3             | 3:1              | 2:2               | 4:3          | 2:0              | 2:2              | 0:6           | 6:0                    | 4:1          | 0:3             | 2:4          | 3:1               |
| FV Ravensburg            | 0:2          | 2:0              | 1:1                      | 2:2          | 3:0          |               | 2:2             | 2:2              | 0:1               | 2:3          | 3:1              | 4:0              | 3:0           | 3:1                    | 6:2          | 1:0             | 0:4          | 2:1               |
| 1. Göppinger SV          | 4:0          | 1:1              | 0:0                      | 2:2          | 2:1          | 1:2           |                 | 2:2              | 2:1               | 2:0          | 2:2              | 4:2              | 4:0           | 5:1                    | 6:2          | 2:0             | 3:4          | 2:0               |
| 1. CfR Pforzheim         | 0:1          | 0:1              | 3:0                      | 2:7          | 0:2          | 1:2           | 1:1             |                  | 0:0               | 3:0          | 0:0              | 2:1              | 4:3           | 1:0                    | 1:0          | 1:2             | 2:2          | 2:1               |
| SSV Reutlingen 05        | 2:0          | 3:2              | 0:0                      | 0:2          | 4:2          | 1:1           | 3:2             | 3:1              |                   | 1:2          | 2:0              | 0:0              | 1:1           | 0:3                    | 6:2          | 2:2             | 0:4          | 1:2               |
| SV Spielberg             | 1:2          | 0:0              | 1:2                      | 0:3          | 0:2          | 2:2           | 1:3             | 2:0              | 2:3               |              | 0:7              | 1:1              | 3:0           | 0:3                    | 1:0          | 1:3             | 1:0          | 2:1               |
| SV Sandhausen II         | 2:7          | 2:2              | 3:0                      | 1:0          | 0:1          | 1:2           | 0:3             | 0:1              | 0:4               | 2:1          |                  | 1:3              | 0:0           | 0:0                    | 1:3          | 0:5             | 0:1          | 5:1               |
| Karlsruher SC II         | 2:3          | 0:3              | 1:3                      | 1:3          | 1:0          | 3:2           | 2:2             | 0:1              | 4:1               | 2:1          | 3:0              |                  | 0:2           | 2:2                    | 0:0          | 0:0             | 2:3          | 0:0               |
| SV Oberachern            | 0:1          | 2:2              | 0:4                      | 2:2          | 1:0          | 2:1           | 2:0             | 5:0              | 0:0               | 2:5          | 5:5              | 2:0              |               | 1:0                    | 4:0          | 0:0             | 0:0          | 4:0               |
| FC-Astoria Walldorf II   | 2:2          | 3:6              | 1:2                      | 1:2          | 1:3          | 0:2           | 2:2             | 0:2              | 0:2               | 0:2          | 3:1              | 0:1              | 2:0           |                        | 0:0          | 0:4             | 1:2          | 3:0               |
| TSG Weinheim             | 0:2          | 0:2              | 1:1                      | 0:2          | 1:4          | 0:2           | 0:3             | 1:0              | 0:4               | 1:2          | 2:0              | 0:3              | 1:1           | 0:2                    |              | 0:4             | 1:4          | 1:3               |
| FC 08 Villingen          | 5:2          | 2:2              | 2:1                      | 1:2          | 4:1          | 1:1           | 3:0             | 3:1              | 2:1               | 1:0          | 3:2              | 1:1              | 2:0           | 6:1                    | 4:1          |                 | 2:1          | 3:1               |
| SGV Freiberg             | 4:0          | 0:2              | 3:2                      | 0:1          | 2:0          | 3:1           | 4:2             | 2:1              | 3:4               | 2:0          | 2:3              | 2:0              | 4:0           | 2:0                    | 5:2          | 2:0             |              | 0:2               |
| TSG Backnang 1919        | 3:1          | 0:4              | 1:1                      | 0:3          | 3:2          | 1:4           | 0:2             | 5:1              | 2:2               | 3:0          | 2:0              | 2:0              | 5:2           | 0:2                    | 3:0          | 1:0             | 5:1          |                   |

## Stadien
| Name                            | Stadt                | Verein                   | Kapazität |
| ------------------------------- | -------------------- | ------------------------ | --------- |
| Stadion an der Kreuzeiche       | Reutlingen           | SSV Reutlingen 05        | 15.228    |
| Hardtwaldstadion                | Sandhausen           | SV Sandhausen II         | 15.000    |
| Walter-Reinhard-Stadion         | Sandhausen           | SV Sandhausen II         | 05.000    |
| Holzhofstadion                  | Pforzheim            | 1. CfR Pforzheim         | 10.000    |
| Sepp-Herberger-Stadion          | Weinheim             | TSG Weinheim             | 09.800    |
| Bizerba-Arena                   | Balingen             | TSG Balingen             | 08.000    |
| ebm-papst-Stadion               | Villingen            | FC 08 Villingen          | 08.000    |
| Ebra-Stadion                    | Ravensburg           | FV Ravensburg            | 07.000    |
| Sportzentrum Pichterich         | Neckarsulm           | Neckarsulmer Sport-Union | 06.000    |
| Etzwiesenstadion                | Backnang             | TSG Backnang 1919        | 05.000    |
| Wildparkstadion, Platz 2        | Karlsruhe            | Karlsruher SC II         | 05.000    |
| Waldstadion                     | Walldorf             | FC-Astoria Walldorf II   | 05.000    |
| Stadion Hohenstaufenstraße      | Göppingen            | SV Göppingen             | 04.500    |
| Kaiserstuhlstadion              | Bahlingen            | Bahlinger SC             | 04.000    |
| Wasenstadion                    | Freiberg             | SGV Freiberg             | 04.000    |
| Panoramastadion                 | Remchingen-Nöttingen | FC Nöttingen             | 03.800    |
| Sportgelände am Bruchwald       | Bietigheim-Bissingen | FSV 08 Bissingen         | 03.000    |
| Bechtle-Stadion auf dem Talberg | Karlsbad-Spielberg   | SV Spielberg             | 02.000    |
| Waldsportplatz                  | Achern-Oberachern    | SV Oberachern            | 01.500    |

## Aufstiegsrunde zur Oberliga
Den letzten Aufstiegsplatz spielten die drei Vizemeister der Verbandsligen Baden, Südbaden und Württemberg aus. Dabei trafen zunächst der südbadische und der badische Vizemeister in zwei Partien aufeinander, ehe der Sieger des Duells in zwei Spielen gegen den Vizemeister der Verbandsliga Württemberg den vierten Aufsteiger in die Oberliga ermittelte.
Folgende Vereine qualifizieren sich für die Aufstiegsrunde:
- Vizemeister der Verbandsliga Baden 2017/18: FV Fortuna 1911 Heddesheim
- Vizemeister der Verbandsliga Südbaden 2017/18: Freiburger FC
- Vizemeister der Verbandsliga Württemberg 2017/18: TSV Ilshofen

|                            | Gesamt |               | Hinspiel (10.6.) | Rückspiel (13.6.) |
| -------------------------- | ------ | ------------- | ---------------- | ----------------- |
| FV Fortuna 1911 Heddesheim | 0:5    | Freiburger FC | 0:3 (0:2)        | 0:2 (0:1)         |

|               | Gesamt |              | Hinspiel (17.6.) | Rückspiel (24.6.)    |
| ------------- | ------ | ------------ | ---------------- | -------------------- |
| Freiburger FC | 2:3    | TSV Ilshofen | 1:0 (0:0)        | 1:3 n. V. (0:1, 0:0) |